# Стреоане (комуна)
Стреоане (рум. Străoane) — комуна у повіті Вранча в Румунії. До складу комуни входять такі села (дані про населення за 2002 рік):
- Велень (72 особи)
- Мунчелу (1015 осіб)
- Репедя (405 осіб)
- Стреоане (2531 особа)

Комуна розташована на відстані 182 км на північний схід від Бухареста, 28 км на північний захід від Фокшан, 142 км на південь від Ясс, 95 км на північний захід від Галаца, 115 км на схід від Брашова.

## Населення
За даними перепису населення 2002 року у комуні проживали 4023 особи.
Національний склад населення комуни:
| Національність | Кількість осіб | Відсоток |
| -------------- | -------------- | -------- |
| румуни         | 4021           | > 99,9%  |
| угорці         | 1              | < 0,1%   |
| німці          | 1              | < 0,1%   |

Рідною мовою назвали:
| Мова      | Кількість осіб | Відсоток |
| --------- | -------------- | -------- |
| румунська | 4022           | > 99,9%  |
| угорська  | 1              | < 0,1%   |

Склад населення комуни за віросповіданням:
| Релігія                                       | Кількість осіб | Відсоток |
| --------------------------------------------- | -------------- | -------- |
| православні                                   | 3991           | 99,2%    |
| бретрени                                      | 11             | 0,3%     |
| лютерани                                      | 8              | 0,2%     |
| адвентисти                                    | 5              | 0,1%     |
| римо-католики                                 | 4              | 0,1%     |
| лютерани (Синодально-пресвітеріанська церква) | 3              | 0,1%     |
| греко-католики                                | 1              | < 0,1%   |